# Suman Pokhrel

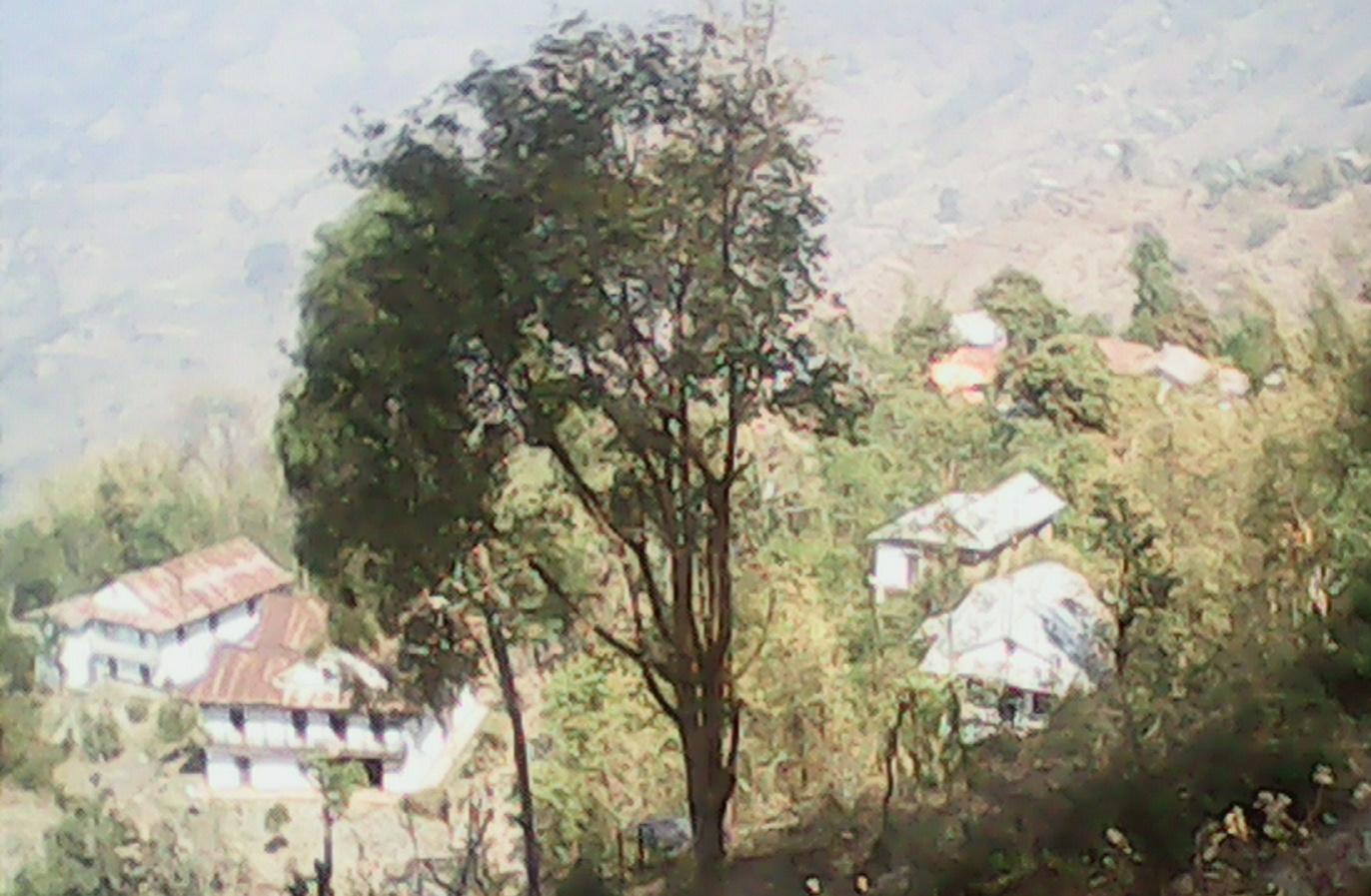
Aldeia - Kachide

Suman Pokhrel (népalais: सुमन पोखरेल), né le 21 septembre 1967, est un poète, traducteur et artiste népalais. Ses travaux ont été traduits et publiés à l'échelle internationale. Les universités au Népal et en Inde ont inclus sa poésie dans leurs programmes,.
Il a reçu le Prix littéraire de la SAARC en 2013 et 2015 pour sa propre poésie et ses contributions à la poésie et l'art en général dans la région sud-asiatique. Il a reçu plusieurs autres prix littéraires nationaux et internationaux, y compris le Shaluk International Literature Award et le Asia's Inspiring Poet Award,.

## Biographie

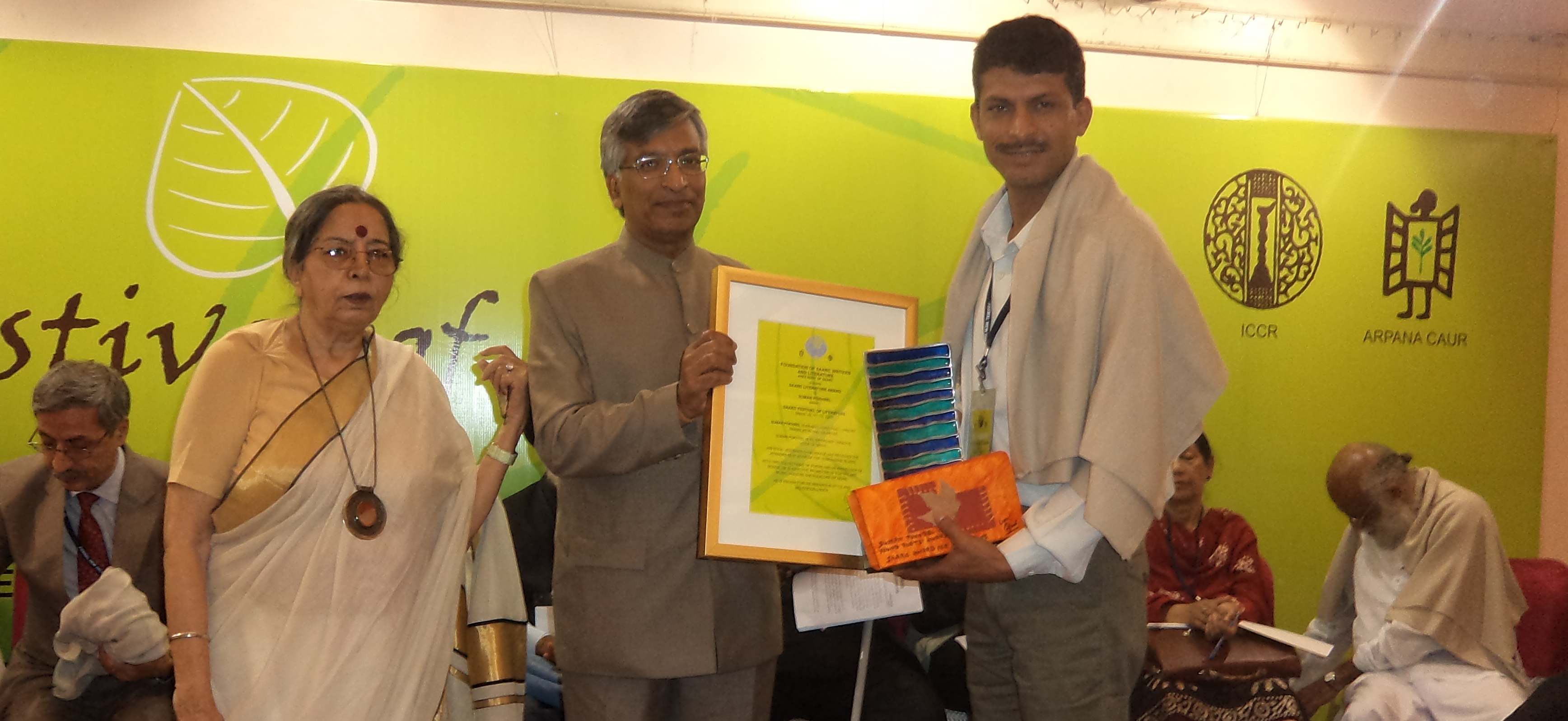
Suman Pokhrel receber Prêmio Literário SAARC 2013

Suman Pokhrel est né le 21 septembre 1967, dans la Mills Area, Biratnagar, Népal, fils de Mukunda Prasad Pokhrel et de Bhakta Devi Pokhrel,,.
Il déménage à Kachide dans la région de Dhankuta à l'âge de sept ans où il est élevé par sa grand-mère paternelle. Son grand-père Bidhyanath Pokhrel était poète et homme politique. Il a été introduit à la littérature grâce à la bibliothèque de son grand-père contenant de nombreuses œuvres de la littérature sanskrit classique, népalais et en hindi. À l'âge de douze ans, il retourne à Biratnagar vivre avec ses parents. Puis il est formé par son père, ingénieur de profession, ainsi que bibliophile ayant un vif intérêt pour l'art et la littérature.
Il obtient son baccalauréat de sciences, M.B.A. et B.L. à l'Université Tribhuvan au Népal.
Suman Pokhrel rejoint la fonction publique népalaise comme Officier de Section en février 1995. Il quitte cet emploi et rejoint le réseau international en décembre 1998 en tant que militant pour le développement, et, s’installe dans la région la plus montagneuse du pays. Le travail exige alors des visites dans les zones les plus reculées
Suman Pokhrel a publié son premier livre, Shoonya Mutuko Dhadkanbhitra, une collection de poèmes en langue népalaise en 1999. Par la suite, il a sorti Hazaar Aankhaa Yee Aankhaa Maa en 2003 et Jeevanko Chheubaata en 2009, réédité en 2018. En 2016, il a publié deux autres livres, Soundaryako Sangeet et Malai Zindaginai Dukhdachha, composés respectivement de Ghazals et de paroles écrites par lui.
Pokhrel a enregistré sa chanson Aaaja Yo Andhyarole en 1999, puis il a enregistré plusieurs autres chansons, dont Dharti Aakash Bhanda Para, Timi ra Ma Ani Yo Madhumas, Na Ta Din Bhayo, Pagliyera Pokhiyun Jhain, et Kati Mitha Kati Nyana, entre autres, avec des compositions musicales de Bednidhi Poudel. Des albums audio intitulés Bhitra Kahan Kahan et Yo Ke Bhayo? ont été publiés respectivement en 2017 et 2019, présentant des chansons avec des paroles écrites par lui,.
En 2016, Pokhrel a écrit Yajnaseni, une pièce basée sur l'épopée sanskrite Le Mahabharata, qui a été créée à Irving, Dallas, TX, USA. The Unheard Plea (2019) présente ses paroles, avec une musique composée et chantée par Sudha Raghuraman et une performance scénique de Neha Mondal Chakravarty. La performance a été présentée pour la première fois à New York en 2018 et a été enregistrée par la suite,.
Il écrit ensuite l’un de ses principaux poèmes : Le Taj Mahal et Mon Amour, dans lequel il fait l’apogée de la grandeur de l’œuvre qu’est le Taj Mahal.Les poèmes de Suman Pokhrel en anglais sont apparus dans différentes revues de poésie internationale et anthologies , y compris Jewel neige; Life & Legends; Les chansons que nous partageons; Sweet Dreams et Sour; La poésie mondiale , l' apprentissage et la créativité ; Gris Sparrow; Prachya examen ; Californie trimestriel ; Signature asiatique ; et dans différents volumes de Beyond Borders, Asie du Sud; et art d'être humain, Canada,.
La poésie de Suman Pokhrel, traduite en plusieurs langues par divers traducteurs, dont lui-même pour certaines langues, figure dans des anthologies internationales notables, des revues littéraires et des magazines. Les traductions de ses poèmes sont disponibles en arabe, assamais, bengali, anglais, français, géorgien, allemand, hindi, italien, maithili, odia, persan, russe, sanskrit, espagnol et vietnamien, lui offrant ainsi une audience plus large et une reconnaissance accrue.
Pokhrel a lu ses poèmes pour les publics nationaux et internationaux. Il a lu ses poèmes en SAARC Festivals de littérature en 2009, 2010, 2011, 2013 et 2015. Il a lu son poème en SAARC Fête Charte le 8 décembre 2013 à New Delhi, en Inde en tant qu'invité spécial. Il a récité ses poèmes en népalais au cours d' un programme mensuel de la poésie deux poète récital à Katmandou en Mars 2015. Il a lu ses poèmes à toute l' Inde Poètes Rencontrez en Orissa, en Inde en Février 2016 , comme un poète invité particulier d' un pays étranger.Il a également participé et lu ses poèmes au Premier Forum des écrivains des pays asiatiques à Nur-Sultan, Kazakhstan, en septembre 2019, à Vishwa Rang à Bhopal, Inde, en novembre 2019, au Festival de la littérature de Kokrajhar à Assam, Inde, en janvier 2023, et au Festival international de la littérature Shaluk à Dhaka, Bangladesh, en mars 2023, ainsi qu'au Festival de la littérature BIMSTEC en mars 2023 à New Delhi, Inde, parmi plusieurs autres événements littéraires nationaux et internationaux,,.
En tant que traducteur, Suman Pokhrel a traduit les œuvres de plusieurs écrivains du monde entier en népalais. Il a traduit la pièce de William Shakespeare, La Tempête, en népalais sous le titre Aandhibehari, publiée par l'Académie du Népal en 2018. Ses traductions de poèmes d'Anna Akhmatova, Anna Swir, Allen Ginsberg, Delmira Agustini, Forough Farrokhzad, Gabriela Mistral, Jacques Prévert, Mahmoud Darwish, Nazik Al Malaika, Nazim Hikmet, Nizar Qabbani, Octavio Paz, Pablo Neruda, Yehuda Amichai et Sylvia Plath sont rassemblées dans Manpareka Kehi Kavita, une anthologie de poésie en traduction népalaise. Ses traductions de cinquante et un poètes de langue kannada, dont Kuvempu, G. S. Shivarudrappa, D. R. Bendre, V. K. Gokak et Doddarange Gowda  sont rassemblées dans l'anthologie intitulée Shashwat Awaj. Parmi les autres poètes éminents qu'il a traduits en népalais figurent Faiz Ahmed Faiz, Sahir Ludhiyanvi, Atal Bihari Vajpayee, Langston Hughes, Maya Angelou, Gulzar, Ajit Cour, Uday Prakash, Sheema Kalbasi, Azita Ghahreman et Hélène Cardona, entre autres,,,.
Pokhrel a traduit les œuvres de nombreux poètes et écrivains de langue népalaise, dont Laxmi Prasad Devkota, Gopal Prasad Rimal, Bhupi Sherchan, Ishwar Ballav, Abhi Subedi, Krishna Bhooshan Bal, Sanu Sharma et Geeta Tripathee entre autres, en anglais, hindi et ourdou,.
De 2019 à 2022, Pokhrel a dirigé la série Kavyaarohan en collaboration avec Aarohan Gurukul, Biratnagar, qui mettait en vedette des poètes népalais éminents comme Bairagi Kainla et Tulasi Diwasa entre autres,.

## Œuvre

### poésie
- Shoonya Mutuko Dhadkanbhitra[4]
- Hazaar Aankhaa Yee Aankhaamaa[4]
- Jeevanko Chheubaata[6]
- Malai Zindagi Nai Dukhdachha[4]
- Soundryako Sangeet[4]
- Itthamvidha Chitra : Itthamvidha Kavita[4]

### Pièce de théâtre
- Yajnaseni[4]

### Traductions
- Aandhibehari[4]
- Manpareka Kehi Kavita[4]
- One Zero One[4]
- Bharat Shashwat Aawaz[4]

## Reconnaissances

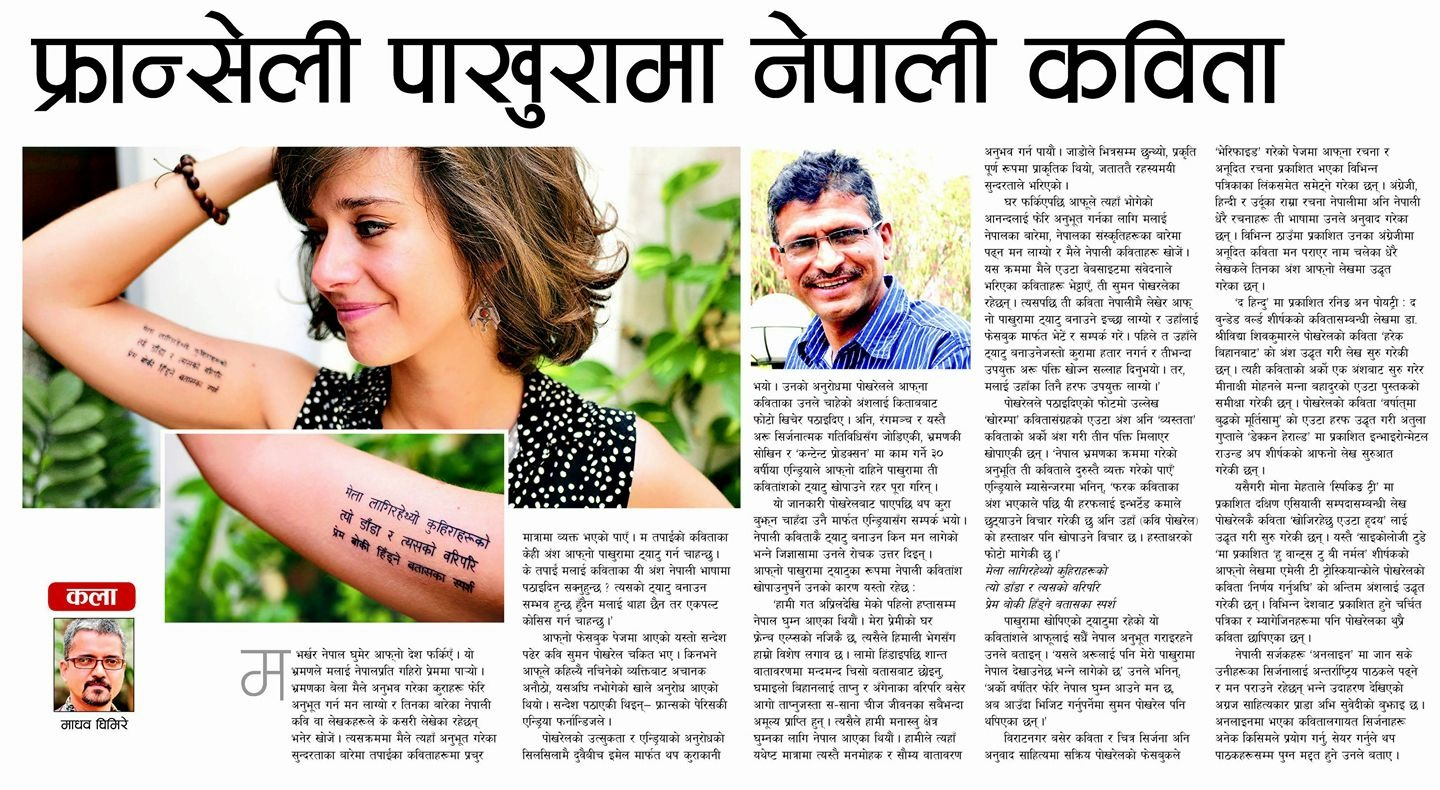
Tatouage du vers de Suman Pokhrel sur le bras d' Andréa Fernandez.

La poésie de Suman Pokhrel fait partie des programmes littéraires universitaires dans plusieurs pays. Ses poèmes sont inclus dans les programmes de l'Université Tribhuvan et de l'Université Purbanchal au Népal, ainsi que de l'Université du Kerala, de l'Université GD Goenka et du Cauvery College for Women en Inde. Ses vers ont eu un tel impact que des admirateurs les ont tatoués sur leur corps. Les écrivains citent fréquemment ses œuvres dans leurs écrits, et sa poésie est largement partagée sur des plateformes de médias sociaux telles qu'Instagram, Twitter et Facebook.
Il a été invité à tous les poètes Inde Rencontrez en Orissa, en Inde en Février 2016 , comme un poète invité de pays étranger.
Les auteurs ont cité des extraits de poèmes de Pokhrel dans leurs comptes -rendus. À partir en citant les lignes forment le poème de Suman Prokhrel Chaque matin , poète et critique littéraire Dr Shividya Shivkumar a écrit un article dans The Hindu sur la façon dont la poésie répond au terrorisme. Atula Gupta a commencé son article dans Deccan Herald au sujet du déséquilibre environnemental en citant les lignes du poème de Pokhrel Avant Statue de Bouddha dans la pluie. Mona Mehata a commencé un de ses articles en parlant Arbre en citant les lignes d'un poème de Pokhrel. Dans son examen d'un livre de Manna Bahadur, Minakshi Mohan a commencé son écriture en citant des lignes du poème de Pokhrel Chaque matin. Emily T. Troscianko a conclu son article Qui veut être normal? sur la psychologie Aujourd'hui , en citant les lignes finales du poème de Pokhrel avant de conclure.
Andréa Fernandez, un admirateur français de la poésie de Suman Pokhrel a tatoué des vers de ses poèmes sur leurs parties du corps.
Suman Pokhrel a été décerné SAARC Prix littéraire à deux reprises en 2013 et 2015. Il a été considéré comme l' une des plus importantes voix créatives de l' Asie du Sud. En 2023, Suman Pokhrel a été honoré du « Asia's Inspiring Poet Award » par l'Asia Award et du « Shaluk International Literature Award » par le Shaluk Literary Magazine à Dhaka, au Bangladesh. La même année, il a été reconnu comme « Author of The Month » par Spillwords Press à New York, aux États-Unis,,.

## Prix

### Internationale
- Asia's Inspiring Poet Award (2023)[4]
- Spillwords Author of the Month of June Award (2023)[4]
- Shaluk International Literature Award (2023)[4]
- SAARC Literary Award 2015[4]
- SAARC Literary Award 2013[4]
- Parikalpana Award (2013)[4]

### Nationale
- Bhanu Award (20220)[4]
- Aarohan Poetry Award (2022)[4]
- Babarsinha Thapa Memorial Award (2022)[7]
- Sasidhdhi National Talent Award (2018)[7]
- Person of the Year award from Youth for Blood (2015)[7]
- Aarohan Bishesh Samman 2013[7]